# Henry Dumont (colonel)
Henry Santorre Joseph Dumont, né le 21 août 1880 au Fernay-Voltaire (Ain) et mort le 24 juin 1940 à proximité de Saint-Gervais (Haute-Savoie), est un colonel savoyard mort pour la France durant la Seconde Guerre mondiale.
Officier de réserve, il part au front comme lieutenant durant la Première Guerre mondiale. Plusieurs fois blessé au combat, il y gagne ses galons de capitaine et reçoit la légion d’honneur en récompense en 1915. Lieutenant-colonel de réserve depuis 1935, il prend la tête du 614e régiment des pionniers en 1939, au début de la Seconde Guerre mondiale. 
Vers le 20 juin 1940, il est appelé en renfort par le général Cartier afin d’organiser les troupes défendant Grenoble dans le contexte de la bataille de Vallée du Rhône. 
Il y trouve la mort le 24 juin 1940 au soir à la suite du tir d’un petit obus allemand qui l’atteint à la poitrine, quelques heures seulement avant l’annonce de la fin des combats et alors que l’armistice est déjà signée.

## Biographie

### Origines
Fils de Théodore Dumont et Ernestine de Montserrat, Henry Dumont est né au Ferney Voltaire dans une famille d’origine savoyarde. 
Très attaché à la Savoie et impliqué dans la vie locale de sa région natale, il est ancien secrétaire général de la Foire de Savoie, membre du Comité Directeur des Anciens Combattants et Directeur des Syndicats Agricoles du Sud Est. 

### Première Guerre mondiale
Officier de réserve, Henry Dumont est appelé sur le front en septembre 1914 en tant que lieutenant à la 23e compagnie du 298e régiment d’infanterie. Il participe notamment aux actions miliaires qui se déroulent à Domptail (Meurthe-et-Moselle). Par la suite, il est nommé commandant de la 17e compagnie et participe à l’attaque de Blâmont où de nombreux soldats français trouvent la mort à ses côtés. Il revient ensuite dans la région de Toul vers Flirey. Puis, le 5 janvier 1915, il rejoint la région de Thann pour remplacer le capitaine Duclos, tué au combat. Il est alors l’un des principaux animateurs de la défense de la côte 425 devant Cernay après la bataille de Steinbach. En avril 1915, il soutient avec sa compagnie l’attaque du Sillaker-Khoff. 
Le 27 septembre, son régiment commandé par le commandant Dupuy, participe à l’attaque de l’épine de Vedegrange lors de la bataille de Champagne. Durant cette bataille, il est atteint d’une balle à l’aine, et reste étendu sous le feu, dans l’attente des secours. Refusant de le laisser sur place, les hommes de sa compagnie tentent alors de le ramener dans leurs lignes, mais trois d’entre eux sont tués durant l'opération. Ces héros sont tous savoyards : le sergent Bibolet, le caporal Mauntain, venu de Montmélian, et son ordonnance Thomas. Grâce à une couverture dans laquelle il parvient à se rouler pour se dissimuler, Henry Dumont est finalement secouru. 
Au total, le colonel Dumont est 3 fois blessé et 5 fois cité durant la Première Guerre mondiale. Il reçoit la croix de la Légion d'Honneur sur son lit d’hôpital en 1915.

### Seconde Guerre mondiale

#### Contexte
Bien que père de 6 enfants, Henry Dumont part en 1939 au début de la guerre pour prendre la tête du 614e régiment des pionniers. Au printemps 1940, le haut commandement allemand communique son intention de faire jonction avec les Italiens à Chambéry et de s'emparer de Grenoble pour prendre à revers l'Armée des Alpes du général Olry. 

#### Combat
Le 10 juin 1940, le général Cartier est investi de la mission d'assurer la défense du secteur Nord des Alpes contre les Allemands. Il constitue le Groupement de Défense de Savoie-Dauphiné, force improvisée d'environ 15 000 hommes, formée d'éléments hétéroclites rassemblés en hâte dans un effort de mobilisation régionale. Il est décidé de tirer profit du rétrécissement naturel de la vallée de l'Isère au niveau précis du seuil de Voreppe. Le lieutenant-colonel Dumont est alors appelé en renfort par le général Cartier pour organiser les troupes et assurer la défense de Grenoble à proximité de l’Isère. Pendant les journées du 23 et 24 juin, les Forces françaises, menées par Cartier et Dumont, bloquent héroïquement l'avancée des blindés allemands vers Grenoble, aux abords de l'Isère, à Voreppe et à St-Gervais. 

#### Mort
Le 24 juin 1940 au soir, le lieutenant-colonel Dumont est informé par ses agents de liaison que l’ennemi s’avance avec des engins cuirassés vers Saint-Gervais. 
Aux alentours de 21 heures, il se rend avec son officier adjoint jusqu’à un détachement qui vient d’être attaqué. Il demande à son capitaine adjoint de lui passer un fusil pour tirer sur l’ennemi qui se trouve à 50 mètres de lui, lorsqu’il reçoit soudainement un petit obus de tank allemand en pleine poitrine, le tuant sur le coup. Le colonel Dumont est peut-être le dernier français mort à l'ennemi avant l'armistice de 1940 : il trouve la mort 3 heures avant l'annonce du cessez-le-feu à minuit et alors que l’armistice entre l'Italie et la France est signée depuis 18 h 35.
Grâce au courage et au dévouement des troupes françaises en présence, ni Grenoble, ni Chambéry – où les Allemands et les Italiens avaient prévu de faire leur jonction – ne sont atteintes par l'invasion allemande.

### Hommage

#### Enterrement
La mort du Colonel Dumont a été douloureusement ressentie à Chambéry où il était très apprécié. Ramené dans sa ville natale par les soins de sa famille, son corps est exposé à la cathédrale Saint-François-de-Sales et escorté par les anciens combattants portant le béret et leurs décorations. 
Des grandes funérailles sont organisées le matin du mercredi 26 juin 1940 et de nombreux habitants de la ville se retrouvent devant la chapelle ardente pour saluer la mémoire de l'enfant du pays dont le corps repose au pied de La Croix de Savoie, cravatée de deuil. En début d'après-midi a lieu la mise en bière définitive, en présence des membres de la famille et M. Costa de Beauregard, président des anciens combattants de Savoie et ami du défunt. 

#### Rue à son nom à Grenoble
Pour rendre hommage au colonel Dumont, mort en défendant la ville de Grenoble, le conseil municipal de la ville, avec l'aval de la Commission de l’Instruction Publique et des Beaux-Arts, a décidé en décembre 1940 d’attribuer à la 3e voie prolongeant la rue André-Maginot, depuis la rue Marceau jusqu’au chemin de fer, le nom suivant : rue Colonel-Dumont.